# Joseph Reynaud
Pour les articles homonymes, voir Reynaud.
Joseph Reynaud est un homme politique français né le 11 décembre 1845 à Die (Drôme) et mort le 6 janvier 1924 à Paris.

## Biographie
Fils de notaire, ancien président de la chambre des notaires de la Drôme, il est docteur en droit, et entre comme fonctionnaire au ministère de l'Intérieur en 1876. Durant ses fonctions, il fut délégué aux congrès criminalistes de Rome, en 1880, et de Saint-Pétersbourg, en 1890.  En 1892, il est directeur de Cabinet d’Émile Loubet, président du Conseil. En 1894, il est maitre des requêtes au conseil d’État, puis conseiller d’État en 1899.
Maire de Die entre 1896 et 1909 et conseiller général en 1893, il est ensuite président du conseil général de la Drôme. Il est sénateur de la Drôme de 1920 à 1924, inscrit au groupe de la Gauche démocratique.

## Sources